# Ronald Naar
Ronald Edwin Naar (19 avril 1955-22 mai 2011) est un alpiniste néerlandais. Il est mort dans l'ascension du Cho Oyu.